# Aldo Fagundes
Aldo da Silva Fagundes GOMM (Alegrete, 27 de maio de 1931 — Brasília, 6 de dezembro de 2020) foi um professor, advogado e político brasileiro, ex-membro do Partido do Movimento Democrático Brasileiro (PMDB). Pelo Rio Grande do Sul, foi deputado federal durante quatro mandatos e deputado estadual, além de vice-prefeito de Alegrete. Foi também presidente do Superior Tribunal Militar durante o governo Fernando Henrique Cardoso.

## Biografia
Filho de Euclides Fagundes e Florentina da Silva, foi casado com Maria Luiza Schlottfeldt, já falecida, com quem tem um filho e três filhas. Formado pela Faculdade de Direito da Universidade Federal do Rio Grande do Sul, em 1956.
Foi eleito, em 3 de outubro de 1963, deputado estadual, pelo PTB, para a 42ª Legislatura da Assembleia Legislativa do Rio Grande do Sul, de 1963 a 1967. Depois foi deputado federal por quatro mandatos sucessivos na, entre 1967 a 1983.
Admitido à Ordem do Mérito Militar em 1990 pelo presidente Fernando Collor no grau de Comendador especial, Fagundes foi promovido em 1993 por Itamar Franco ao grau de Grande-Oficial.
Em 2001, tomou posse como presidente eleito do Superior Tribunal Militar, ocasião em que, pela primeira vez em quase dois séculos, um civil tomou posse como presidente do STM. Presidiu o tribunal somente por dois meses, deixando-o ao completar 70 anos de idade, devido a aposentadoria compulsória.